# Albertína Friðbjörg Elíasdóttir

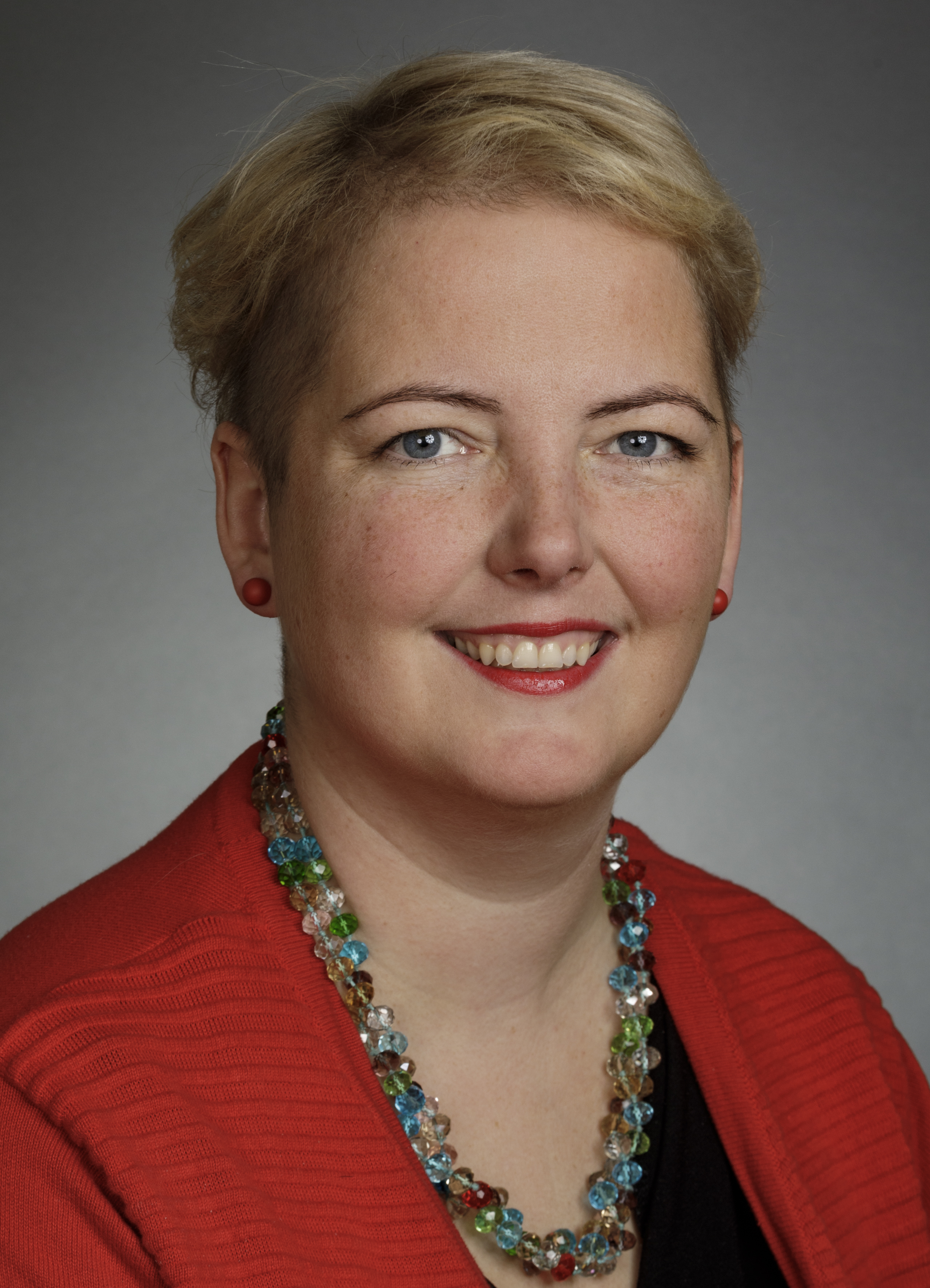
Albertína Friðbjörg Elíasdóttir, 2017

Albertína Friðbjörg Elíasdóttir (* 17. Februar 1980 in Ísafjörður) ist eine isländische Politikerin der sozialdemokratischen Allianz. Sie gehörte von 2017 bis 2021 dem isländischen Parlament Althing an.

## Leben
Albertína Friðbjörg Elíasdóttir hat Abschlüsse in Soziologie (B.Sc. der Universität Island 2005) und Geographie (M.Sc. der Universität Island 2012) sowie ein Klavierdiplom der Musikschule Ísafjörður. Sie war unter anderem Projektleiterin bei der Wirtschaftsförderungsorganisation der Westfjorde, Atvinnuþróunarfélag Vestfjarða, sowie Projektleiterin und Lehrerin am Universitären Zentrum der Westfjorde. Von 2016 bis 2017 war sie Geschäftsführerin des PPP-Projekts EIMUR zur Förderung der Nutzung geothermaler Energie in Nordostisland. Sie war auch als Organistin mehrerer Kirchen in den Westfjorden tätig.
Von 2010 bis 2014 gehörte Albertína Friðbjörg dem Stadtrat von Ísafjarðarbær an, 2011 und 2013 als dessen Vorsitzende. Bei der Parlamentswahl vom 28. Oktober 2017 wurde sie als Kandidatin der Allianz für den Nordöstlichen Wahlkreis ins isländische Parlament Althing gewählt. Mit Stand Anfang 2018 gehörte sie dem parlamentarischen Ausschuss für Gewerbeangelegenheiten an. Im Januar 2021 gab Albertína Friðbjörg bekannt, dass sie mit ihrem ersten Kind schwanger sei und bei der Parlamentswahl 2021 nicht mehr antreten werde. Die Arbeit im Parlament sei „vielleicht nicht sehr familienfreundlich“, zumal sie in Akureyri wohne und daher jeweils einen weiten Weg zurücklegen müsse.